# چستر
چستر (به انگلیسی: Chester) شهری است در انگلستان واقع در ناحیه شمال غربی انگلستان. بر اساس آمار ۲۰۱۱ جمعیت این شهر ۷۹٬۶۴۵ نفر است.
مایکل اوون، فوتبالیست مشهور تیم لیورپول و تیم ملی انگلستان؛ مارتین تایلر، گزارشگر مشهور فوتبال، از اهالی این شهر هستند.